# Fahd al-Harifi al-Bischi
Fahd al-Harifi al-Bischi (arabisch فهد الهريفي البيشي, DMG Fahd al-Harīfī al-Bīšī, nach englischer Umschrift Fahad Al-Herafy Al-Bishi; * 10. September 1965 in Bischa) ist ein ehemaliger saudi-arabischer Fußballspieler. Er trug die Spitznamen „The Awesome Gentleman“ und „Der Musiker (الموسيقار)“.
Al-Bischi spielte bei al-Nasr FC und beendete seine Karriere nach der FIFA-Klub-Weltmeisterschaft 2000, bei der er der erste asiatische und arabische Torschütze war. Im Jahr 1994 nahm er mit der saudi-arabischen Nationalmannschaft an der Fußball-Weltmeisterschaft teil.

## Erfolge und Auszeichnungen
- Bester Spieler der arabischen Länder 1988
- Asiatischer Torschützenkönig 1992
- Erster arabischer Spieler, der den Adidas Goldenen Schuh gewinnt
- Erster Torschütze im König-Fahd-Pokal 1992 beim 3:0 von Saudi-Arabien gegen die Vereinigten Staaten

| Personendaten    | Personendaten                                                        |
| ---------------- | -------------------------------------------------------------------- |
| NAME             | Bischi, Fahd al-Harifi al-                                           |
| ALTERNATIVNAMEN  | فهد الهريفي البيشي (arabisch); Bishi, Fahad Al-Herafy Al- (englisch) |
| KURZBESCHREIBUNG | saudi-arabischer Fußballspieler                                      |
| GEBURTSDATUM     | 10. September 1965                                                   |
| GEBURTSORT       | Bischa                                                               |